# Росошиця
Росошиця (пол. Rososzyca) — село в Польщі, у гміні Серошевиці Островського повіту Великопольського воєводства.
Населення — 991 особа (2011).

## Демографія
Демографічна структура станом на 31 березня 2011 року:
|          | Загалом | Допрацездатний вік | Працездатний вік | Постпрацездатний вік |
| -------- | ------- | ------------------ | ---------------- | -------------------- |
| Чоловіки | 498     | 109                | 347              | 42                   |
| Жінки    | 493     | 99                 | 306              | 88                   |
| Разом    | 991     | 208                | 653              | 130                  |